# 冯驯
冯驯（1472年—？），字行健，四川广安州岳池县人，明朝政治人物，進士出身。

## 生平
治《易經》，行一，由國子生中式四川鄉試第六十七名舉人，年三十七歲中式正德三年（1508年）戊辰科會試第四十二名，第二甲第四十二名進士。初授户部主事，正德十四年（1519年）接替张琦任兴化府知府一职，嘉靖二年（1523年）由朱衮接任。嘉靖二年（1523年）二月升江西右参政，升福建左布政使，改江西左布政使。卒於任。

## 家族
曾祖馮勝先。祖馮友倫。父馮相，典史。母章氏。慈侍下，弟馮恩。